# Список яку в риичи-маджонге
В риичи-маджонге яку (яп. 役) — это условие, определяющее стоимость руки игрока.
Для объявления победы игроку, помимо собранной руки, необходимо наличие как минимум одного яку. Каждый яку имеет свою стоимость, измеряемую в единицах хан (яп. 飜). В одной руке могут сочетаться одновременно несколько яку, что увеличит ее стоимость. Итоговое количество очков за выигравшую руку зависит в основном от количества единиц хан, и рассчитывается по таблице выплат.

## Подробнее
Многие яку похожи на руки в покере, и являют собой последовательности тайлов в руке, где важно количество тайлов, масть и (или) значение. Это так называемые тайловые яку. В отличие от покера, руку можно усилить путем одновременного сочетания разных комбинаций и тем самым увеличить её ценность. Помимо тайловых яку, существуют особые яку. Их немного, и большинство из них стоит всего 1 хан, хотя есть яку, например риичи (яп. 立直), которые открывают дополнительные возможности.  
Также есть классификация яку по степени открытости руки:
- Только закрытая рука (яп. 門前のみ, мэндзэн-номи) — яку существует только для полностью закрытой руки
- Минус хан за открытие (яп. 喰い下がり, куйсагари) — яку дешевеют на 1 хан при открытии руки (объявили пон, чи или незакрытый кан)
- Яку с фиксированной стоимостью. Для яку с таким свойством неважно, открыта рука или закрыта

Уточним, что если у игрока закрытая рука и он объявляет открытый сет с чужого дискарда, то его рука автоматически становится открытой, за исключением случая, когда объявляется рон, т.е. тайл с чужого дискарда завершает руку. В таком случае рука считается закрытой, но в то же время сет, завершаемый по рон, всегда открыт. Перед победой по рон игрок также может объявить риичи. Рассмотрим пример, когда у игрока в руке имеется 3 закрытых пона и 2 пары. Для победы остается взять последний тайл, дополнив одну из пар до четвертого пона. Если игрок завершает игру по цумо, взяв последний тайл со стены, рука считается состоящей из 4 закрытых понов. В данном случае игрок объявляет, что у него собран якуман, называемый суанко, и получает 32000 очков. Если же игрок завершает игру по рон, взяв последний тайл с чужого дискарда, то последний пон считается открытым, и якуман не засчитывается. Объявление риичи перед победой по рон добавляет еще 1 хан. 
Во время подсчета суммы выигрыша, имеет значение полное количество единиц хан в собранной руке. Если их меньше 5, дополнительно считают еще и единицы фу (符). Из комбинации хан и фу считают итоговое количество очков выигрыша. Подсчет производится либо по таблице выплат, либо по лежащей в ее основе базовой формуле.

## Список яку
Ниже приведен список всевозможных яку, их названия на японском, английская и русская транскрипция, их стоимость в единицах хан и связанные с ними игровые условия. Также для каждого яку приведен пример готовой руки, но зачастую для него существуют и другие варианты сбора руки. Список разделен на категории, исходя из общих ключевых свойств яку — определенные последовательности тайлов, наличие тайлов определенного типа или значения, игровые ситуации, основанные на везении и особые игровые ситуации.

### Особые игровые ситуации
| Название | Смысл                     | Стоимость в хан | Открытость руки |
| --- | ------------------------- | --------------- | --------------- |
| Риичи (яп. 立直, riichi) | Объявление о готовой руке | 1               | Только закрытая |
| Ситуация Когда закрытой руке до выигрыша не хватает 1 тайла (темпай) и в стене есть еще как минимум 4 тайла, то у игрока есть возможность объявить риичи. В таком случае игрок вносит депозит и обязуется выиграть, соблюдая определенные условия (см ниже), и в случае успеха, данное объявление будет зачтено как яку. Но игрок может и промолчать и остаться даматэн (скрытый темпай при полностью закрытой руке), то есть играть дальше без объявления риичи. Условия после объявления Игрок говорит риичи, сносит тайл в дискард, поворачивает его боком и кладет на стол палочку стоимостью 1000 очков в качестве депозита. Начиная с этого момента, он должен сбрасывать каждый взятый невыигрышный тайл. Игроку запрещается менять структуру руки, за исключением объявления закрытых канов. Если все четыре игрока объявили риичи, раздача заканчивается абортивной ничьей. Игроки показывают руки, и если кто-то оказался не темпай, он выплачивает чомбо (штраф). Урадоры Объявившие риичи и выигравшие игроки могут перевернуть, посмотреть и воспользоваться урадорами. Это тайлы мертвой стены, расположенные под индикаторами доры (в том числе открытыми после объявлений канов). Урадоры действуют по тем же правилам, что и доры. Депозит Победитель раздачи забирает все лежащие на столе риичи-депозиты. В случае ничьей депозиты откладывают в сторону, и их присваивает победитель следующей раздачи. Заявка на риичи-дискард Другой игрок может заявить открытый сет на дискард игрока, объявившего риичи. Тогда объявивший риичи в следующий ход снова поворачивает свой снос боком. Если же заявка была на выигрыш, объявление риичи считается несостоявшимся, а депозит - не внесенным, т.е. возвращается владельцу. Объявление закрытых канов На готовой руке можно объявить закрытый кан, если он не изменит структуру руки или ее ожидания. Например, в руке есть — обычно для этой тройки можно объявить закрытый кан при получении четвёртого . Но если рука готовая и ее часть выглядит так: , то есть существуют ожидания на , и , то нельзя объявить четверку при получении , потому что изменятся ожидания - и перестанут быть выигрышными тайлами. |                           |                 |                 |
| |                           |                 |                 |
| Читойцу (七対子, chiitoitsu) | Семь разных пар           | 2               | Только закрытая |
| |                           |                 |                 |
| Основное требование к выигрышной руке — наличие 4 сетов и пары. В японском маджонге из данного правила есть два исключения — это читойцу (семь разных пар) и "тринадцать сирот". У руки с читойцу есть особенности: - свои правила подсчета очков — в ней всегда 25 фу - не засчитывается наличие яку иппэйко (два одинаковых чи) - сам читойцу не засчитывается при наличии яку рянпэйко (два иппэйко) - все 7 пар должны быть уникальными - 4 одинаковых тайла не составляют две пары. |                           |                 |                 |
| |                           |                 |                 |
| Нагаси-манган (流し満貫, nagashi mangan) | Выигрыш на ничьей         | Манган          | Любая           |
| Яку, основанное не на содержимом руки, а на дискарде игрока. Нагаси-манган не совместим с другими яку. Необходимые условия: - игровая ситуация — ничья, но не абортивная - в дискарде только терминалы и достоинства - с дискарда отсутствуют объявления (проверка повернутых боком тайлов в открытых сетах) С точки зрения выплат, рука считается выигравшей по цумо. Не применяются расчеты при ничьей, такие как нотэн баппу и т.д. |                           |                 |                 |

### Яку, основанные на удаче
Стоимость всех приведенных ниже яку — 1 хан.
| Название | Смысл                                | Стоимость в хан | Открытость руки |
| --- | ------------------------------------ | --------------- | --------------- |
| Мензен-цумо (門前清模和, menzen tsumo) | Закрытое цумо                        | 1               | Только закрытая |
| Засчитывается при выигрыше по цумо (взятие со стены или мертвой стены), разрешено только на закрытой руке. |                                      |                 |                 |
| |                                      |                 |                 |
| Иппацу (一発, ippatsu) | Выигрыш по риичи за 1 круг           | 1               | Только закрытая |
| Доступно только после объявления риичи. Засчитывается при выигрыше за один круг, неважно рон или цумо. Становится невозможным, если другой игрок в этот круг объявил открытый сет. |                                      |                 |                 |
| |                                      |                 |                 |
| Хайтей (海底, haitei) | Цумо на последнем тайле стены        | 1               | Любая           |
| Засчитывается игроку, выигравшему на взятии последнего тайла живой стены. |                                      |                 |                 |
| |                                      |                 |                 |
| Хотей (河底, houtei) | Рон со взявшего последний тайл стены | 1               | Любая           |
| Засчитывается игроку, выигравшему на дискарде того, кто взял последний тайл живой стены. |                                      |                 |                 |
| |                                      |                 |                 |
| Риншан Кайхо (嶺上開花, rinshan kaihou) | Выигрыш с мертвой стены              | 1               | Любая           |
| Когда игрок объявляет кан, он должен взять дополнительный тайл с мертвой стены, чтобы количество тайлов руки оставалось неизменным. Риншан Кайхо засчитывается, если этот тайл оказался выигрышным. |                                      |                 |                 |
| |                                      |                 |                 |
| Чанкан (搶槓, chankan) | "Ограбление" кана                    | 1               | Любая           |
| Возможен в момент, когда кто-то объявляет улучшение открытого пона до кана. Если этот четвертый тайл для игрока является выигрышным, он может объявить с него рон. В таком случае, игрок выигрывает по рон, но ему зачисляется дополнительное яку чанкан за ограбление чужого кана. Также возможно ограбить закрытый кан, но только для завершения якумана кокуши-мусо. В таком случае стоимость чанкана не добавится к стоимости руки, т.к. ее стоимость уже якуман. |                                      |                 |                 |
| |                                      |                 |                 |
| Дабуру Риичи (ダブル立直, daburu riichi) | Двойной риичи                        | 2               | Только закрытая |
| Игрок может объявить "двойной риичи" в первый круг раздачи. При этом должны отсутствовать ранее объявленные сеты, их наличие значит, что первый круг уже был прерван. Остальные условия такие же, как и для риичи. |                                      |                 |                 |

### Яку основанные на последовательностях
| Название | Смысл                              | Стоимость в хан                   | Открытость руки |
| --- | ---------------------------------- | --------------------------------- | --------------- |
| Пинфу (pinfu, 平和) | Рука без очков фу                  | 1                                 | Только закрытая |
| |                                    |                                   |                 |
| Довольно частое яку ввиду простоты его сбора. Просто рука целиком и полностью без дополнительных очков фу. Конкретно, в руке не должно быть: - канов или понов (неважно, объявлены они как сет или встроены в руку) - пар тайлов драконов, ветров игрока, или ветров раунда - ожиданий закрытых, краевых или в пару. Таким образом, в руке должны быть многосторонние ожидания на последовательность, например 2 и 3, ждущие на 1 и 4. Также допустима пара ветров, не являющихся ветрами игрока или раунда. Выигрыш по цумо, как исключение, - разрешен, то есть два очка фу за цумо не начисляются. |                                    |                                   |                 |
| |                                    |                                   |                 |
| Иппейко (一盃口, iipeikou) | Два одинаковых чи на одной масти   | 1                                 | Только закрытая |
| |                                    |                                   |                 |
| Сет из двух одинаковых числовых последовательностей одной масти. |                                    |                                   |                 |
| |                                    |                                   |                 |
| Саншоку (三色, sanshoku) | Три одинаковых чи на разных мастях | 2 на закрытой руке, 1 на открытой | Любая           |
| |                                    |                                   |                 |
| Три одинаковых числовых последовательности во всех трёх мастях. |                                    |                                   |                 |
| |                                    |                                   |                 |
| Иццу (一通, ittsuu) | Последовательность 1—9 одной масти | 2 на закрытой, 1 на открытой      | Любая           |
| |                                    |                                   |                 |
| Последовательность с 1 по 9 одной масти. То есть три чи: 1-2-3, 4-5-6, 7-8-9. |                                    |                                   |                 |
| |                                    |                                   |                 |
| Рянпейко (二盃口, ryanpeikou) | Два иппэйко с одинаковыми числами  | 3                                 | Только закрытая |
| |                                    |                                   |                 |
| Сет из двух одинаковых цифровых последовательностей и второй сет, который может совпадать с первым. Некоторые правила не допускают сбор четырёх одинаковых цифровых сетов. Яку читойцу в данном случае не засчитывается, потому что в основе сбора Рянпейко сеты, а не пары. |                                    |                                   |                 |

### Яку основанные на понах и/или канах
Если нижеследующие яку включают в себя поны, при сборе каны также считаются, однако если для сбора руки требуются только каны, поны не считаются. Каждое яку оценивается в два хан, в независимости от того закрыта рука или открыта.
| Название | Смысл                                | Стоимость в хан | Открытость руки |
| --- | ------------------------------------ | --------------- | --------------- |
| Тойтой (対々, toitoi) | Все поны/каны                        | 2               | Открытая        |
| |                                      |                 |                 |
| Рука состоящая только из понов и канов, без чи. В закрытой руке при победе по цумо данное яку называется суанко и оценивается в якуман. |                                      |                 |                 |
| |                                      |                 |                 |
| Сананко (san ankou – 三暗刻) | Три закрытых пона/кана               | 2               | Любая           |
| |                                      |                 |                 |
| Три пона или кана находящихся в закрытой руке. Все поны должны быть взяты со стены чтобы стоимость руки была засчитана. Четвёртый сет может быть либо открытым поном/каном (в таком случае рука будет оцениваться в 4 хана за сочетание сананко и тойтоя, без учета сопутствующих яку и дор), либо же чи. |                                      |                 |                 |
| |                                      |                 |                 |
| Саншоку-доко (三色同刻, sanshoku doukou) | Три одинаковых пона на разных мастях | 2               | Любая           |
| |                                      |                 |                 |
| Три пона во всех трёх мастях. |                                      |                 |                 |
| |                                      |                 |                 |
| Санкацу (三槓子, san kantsu) | Три кана                             | 2               | Любая           |
| Три кана в руке. Могут быть закрытыми или открытыми. |                                      |                 |                 |

### Яку основанные на терминалах и достоинствах
Руки основанные на терминалах и достоинствах или отсутствии таковых. Первые два, таняо и якухай самые частые, ввиду простоты их сбора.
| Название | Смысл                                         | Стоимость в хан                   | Открытость руки                           |
| --- | --------------------------------------------- | --------------------------------- | ----------------------------------------- |
| Таняо (断么, tan'yao) | Все средние тайлы                             | 1                                 | Любая/только закрытая (по договоренности) |
| |                                               |                                   |                                           |
| Tan'yaochuu буквально означает "Без единиц и девяток". Включает только тайлы с 2 по 8, без терминалов и достоинств. Если рука открытая, это называется куитан, что дословно означает "составленный из дискарда". Ввиду разнообразия правил, может применяться ограничение, позволяющее собирать таняо только в закрытую. Правило запрещающее куитан называется куитан наси. (яп. 喰い断無し куитан запрещён). |                                               |                                   |                                           |
| |                                               |                                   |                                           |
| Якухай (役牌, yakuhai) | Пон или кан драконов или ветров игрока/раунда | Один хан за кан/пон из достоинств | Любая                                     |
| |                                               |                                   |                                           |
| Пон или кан драконов, ветра игрока или ветра раунда. Если у игрока ветер игрока и ветер раунда совпадают, либо игрок собирает отдельно ветер игрока и ветер раунда, то при выигрыше начисляется по 1 хан за каждый из ветров. |                                               |                                   |                                           |
| |                                               |                                   |                                           |
| Чанта (混全帯么九, chanta) | Терминал или достоинство в каждом сете        | 2 на закрытой, 1 на открытой      | Любая                                     |
| |                                               |                                   |                                           |
| Рука должна содержать чи "1-2-3" или "7-8-9", поны и пара должны состоять только из терминалов и достоинств. Рука должна содержать хотя бы одно чи. |                                               |                                   |                                           |
| |                                               |                                   |                                           |
| Джунчан (純全帯么九, junchan) | Терминал в каждом сете                        | 3 на закрытой, 2 на открытой      | Любая                                     |
| |                                               |                                   |                                           |
| Джун в слове джунчан буквально означает "чистый". Таким образом рука не должна содержать достоинств. Чи должны состоять из 1-2-3 и 7-8-9. Поны и пары должны состоять только из единиц и девяток. Рука должна содержать хотя бы одно чи. |                                               |                                   |                                           |
| |                                               |                                   |                                           |
| Хонрото (混老頭, honroutou) | Все терминалы и достоинства                   | 2 (4 †)                           | Любая                                     |
| (все поны) |                                               |                                   |                                           |
| (семь пар) |                                               |                                   |                                           |
| Рука, состоящая только из терминалов и достоинств. Яку оценивается в 2 хан, но при этом всегда складывается с комбинацией Все поны или Семь пар что в сумме даёт за обе комбинации 4 хан; не сочетается с чантой. † |                                               |                                   |                                           |
| |                                               |                                   |                                           |
| Малые драконы / Сёсанген (小三元, shousangen) | Драконы - два пона/кана и пара                | 2 (4 †)                           | Любая                                     |
| |                                               |                                   |                                           |
| Два пона/кана и пара драконов. Яку даёт два хан, плюс 1 хан за каждый якухай, что в сумме даёт 4 хан. † |                                               |                                   |                                           |

### Яку основанные на мастях
Следующие два яку основаны на одной масти и стоят на 1 хан дешевле если собираются в открытую.
| Название | Смысл                    | Стоимость в хан              | Открытость руки |
| --- | ------------------------ | ---------------------------- | --------------- |
| Хоницу (混一色, hon'itsu) | Одна масть и достоинства | 3 на закрытой, 2 на открытой | Любая           |
| |                          |                              |                 |
| Рука состоит только из одной масти и достоинств. Рука может содержать два и более сета из достоинств. Рука может быть читойцу. |                          |                              |                 |
| |                          |                              |                 |
| Чиницу (清一色, chin'itsu) | Только одна масть        | 6 на закрытой, 5 на открытой | Любая           |
| |                          |                              |                 |
| Все тайлы в руке состоят из одной масти без достоинств                                                                         |                          |                              |                 |

## Якуманы
Есть особые руки, которые столь сложно собрать, что они стоят предельное количество очков. Это предельное количество очков, равно как эти руки, называется якуман (яп. 役満), сокращение от яку-манган (яп. 役満貫). Для них единицы хан не подсчитываются. Некоторые якуманы могут комбинироваться, составляя кратный якуман. Выполнение некоторых условий может цену этих предельных рук удваивать.
Предельное число единиц хан равно 13, и это число также считается якуманом. Для достижения его некоторые яку могут быть скомбинированы с дорами если доры есть в руке. Такой якуман называется кадзоэ-якуман (яп. 数え役満, "якуман по счёту").
Из всех якуманов относительно легко собрать 13 сирот, 4 закрытые тройки и 3 больших дракона: эти якуманы называются "три больших семейства якумана" (яп. 役満御三家).
Некоторые якуманы могут иметь в отдельных регионах особые названия. Их названия в данной статье в основном взяты из американских публикаций, основанных на переводах с китайского.
| Название | Смысл                                                                        | Стоимость в хан                                           | Открытость руки |
| --- | ---------------------------------------------------------------------------- | --------------------------------------------------------- | --------------- |
| 13 сирот | все разные терминалы, драконы и ветры + 1 любой тайл из данного набора       | Предельная / Дважды предельная (13-ти стороннее ожидание) | Только закрытая |
| |                                                                              |                                                           |                 |
| |                                                                              |                                                           |                 |
| Японское название этого яку, кокуси мусо (яп. 国士無双), значит "особый, несравненный человек страны" Это единственная рука, кроме читойцу, не состоящая из четырёх сетов и пары. Она состоит из одного экземпляра каждого дракона, каждого ветра, каждого терминала каждой масти и ещё одного тайла из данного набора. Если выигрыш с таким якуманом происходит при ожидании пары, его ценность удваивается и составляет "двойной якуман". Он еще называется кокуси мусо с ожиданием в 13 сторон. Его названия на китайском: сиисан яоцзю (кит. 十三么九), или сокращённо сиисан яо (кит. 十三么). |                                                                              |                                                           |                 |
| |                                                                              |                                                           |                 |
| Cуанко / Суанко танки (suu ankou – 四暗刻 / suu ankou tanki - 四暗刻単騎) | 4 закрытых пона/кана + пара                                                  | Предельная / Дважды предельная (при ожидании в пару)      | Только закрытая |
| |                                                                              |                                                           |                 |
| |                                                                              |                                                           |                 |
| Рука состоит из четырех закрытых понов/канов и пары. Если в темпае у игрока в руке 3 пона и 2 пары, ему остается дополнить одну из пар до четвертого пона. Взяв последний тайл со стены, игрок объявляет суанко и получает 32000 очков. Если у игрока в темпае 4 закрытых пона и 1 непарный тайл, такое ожидание считается односторонним. Суанко, собранный с ожиданием в пару, принесет победителю 64000 очков и имеет собственное название суанко танки. С этим якуманом сложно как собрать темпай, так и выиграть, уже будучи в темпае.                                                          |                                                                              |                                                           |                 |
| |                                                                              |                                                           |                 |
| Большие Драконы | Дайсанген / daisangen / 大三元                                               | Предельная                                                | Любая           |
| |                                                                              |                                                           |                 |
| Рука содержит 3 пона/кана драконов. |                                                                              |                                                           |                 |
| |                                                                              |                                                           |                 |
| Малые Ветры | Сосуси / shousuushii / 小四喜                                                | Предельная                                                | Любая           |
| |                                                                              |                                                           |                 |
| Рука содержит три пона/кана и пару ветров. |                                                                              |                                                           |                 |
| |                                                                              |                                                           |                 |
| Большие Ветры | Дайсуси / daisuushii / 大四喜                                                | Дважды предельная                                         | Любая           |
| |                                                                              |                                                           |                 |
| Рука содержит 4 пона/кана ветров. В разных правилах может считаться одинарным или двойным якуманом. Сосуси (shousuushii) и Дайсуси (daisuushii) относятся к якуманам Суусихоу (suushiihou / 四喜和). |                                                                              |                                                           |                 |
| |                                                                              |                                                           |                 |
| Цуисо | tsuuiisou / 字一色                                                           | Предельная                                                | Любая           |
| |                                                                              |                                                           |                 |
| Рука состоит только из достоинств (ветров и драконов) |                                                                              |                                                           |                 |
| |                                                                              |                                                           |                 |
| Чинрото | chinroutou / 清老頭                                                          | Предельная                                                | Любая           |
| |                                                                              |                                                           |                 |
| Рука, состоящая только из терминалов (единицы и девятки разных мастей). |                                                                              |                                                           |                 |
| |                                                                              |                                                           |                 |
| Рюисоу | ryuuiisou / 緑一色                                                           | Предельная                                                | Любая           |
| |                                                                              |                                                           |                 |
| Рука только из тайлов зеленого цвета. Может быть собрана только из тайлов 2, 3, 4, 6, 8 в масти бамбуков и зеленых драконов. |                                                                              |                                                           |                 |
| |                                                                              |                                                           |                 |
| Девять врат | Чуренпото / chuuren poutou – 九蓮宝燈 / junsei chuuren poutou - 純正九蓮宝燈 | Предельная / Дважды предельная (при ожидании в 9 сторон)  | Только закрытая |
| |                                                                              |                                                           |                 |
| |                                                                              |                                                           |                 |
| Рука состоит из 1-1-1-2-3-4-5-6-7-8-9-9-9 одной масти + любой тайл этой же масти. |                                                                              |                                                           |                 |
| |                                                                              |                                                           |                 |
| Суканцу | suu kantsu – 四槓子                                                          | Предельная                                                | Любая           |
| 4 закрытых или открытых кана. |                                                                              |                                                           |                 |

### Якуманы в стартовых руках
Ниже приведены якуманы, завершаемые на первом круге.
| Название | Название на японском  | Стоимость в хан | Открытость руки                    |
| --- | --------------------- | --------------- | ---------------------------------- |
| |                       |                 |                                    |
| Рука Небес | Тенхо / tenhou / 天和 | Предельная      | Только закрытая, только у дилера   |
| Выигрыш дилера на сданной руке. Игрок открывает тайлы, взятые со стены, и вместо сброса тайла в дискард или объявления сета отсортировывает свои тайлы и объявляет победу. |                       |                 |                                    |
| |                       |                 |                                    |
| Рука Земли | Чихо / chiihou / 地和 | Предельная      | Только закрытая, только у недилера |
| Аналог тенхо для недилера. Примечание: если ранее был объявлен открытый сет, чинхо не будет засчитан, хотя взятие со стены будет первым для игрока.                        |                       |                 |                                    |
| |                       |                 |                                    |
| Рука человека | Ренхо / renhou / 人和 | Предельная      | Только закрытая, только у недилера |
| Выигрыш недилера на сбросе в течение первого круга. В настоящее время данный якуман иногда оценивается только в стоимость мангана.                                         |                       |                 |                                    |

## Неофициальные яку и якуманы
Здесь описаны яку и якуманы, которых нет в официальных правилах, но они могут использоваться по договоренности.
| Название | Название на японском                   | Стоимость в хан | Открытость руки |
| --- | -------------------------------------- | --------------- | --------------- |
| |                                        |                 |                 |
| Санренко | sanrenkou / 三連刻                     | 2               | Любая           |
| |                                        |                 |                 |
| Содержит 3 последовательных пона/кана одной масти. |                                        |                 |                 |
| |                                        |                 |                 |
| Суренко | suurenkou – 四連刻                     | Предельная      | Любая           |
| |                                        |                 |                 |
| 4 последовательных пона/кана одной масти + пара. |                                        |                 |                 |
| |                                        |                 |                 |
| Великая Колесница | Дайшарин / dai sharin / 大車輪         | Предельная      | Любая           |
| |                                        |                 |                 |
| Рука, представляющая собой частный случай читойцу. Состоит из пар тайлов 2, 3, 4, 5, 6, 7, 8 в масти кругов. Аналогичные комбинации, собранные в других мастях: Бамбуковый лес / dai chikurin / 大竹林 в масти bamboo (бамбуки) Многочисленные соседи / dai suurin / 大数隣 в масти manzu (иероглифы) |                                        |                 |                 |
| |                                        |                 |                 |
| Семь звезд | daichisei – 大七星                     | Двойная         | Только закрытая |
| |                                        |                 |                 |
| Рука, представляющая собой частный случай читойцу. Состоит из семи пар достоинств (ветров и драконов). |                                        |                 |                 |
| |                                        |                 |                 |
| 13 непарных тайлов | shiisanpuutā / shiisanbudou - 十三不塔 | Предельная      | Только закрытая |
| |                                        |                 |                 |
| Рука содержит 13 тайлов, таких, что у каждого из них нет пары и они не ближе трех по номиналу друг к другу + один парный тайл. Засчитывается только на первом круге. |                                        |                 |                 |
| |                                        |                 |                 |
| 14 непарных тайлов | shiisuupuutā - 十四不塔                | Предельная      | Только закрытая |
| |                                        |                 |                 |
| Рука состоит из 14 тайлов, таких, что у каждого из них нет пары и они не ближе трех по номиналу друг к другу. Засчитывается только на первом круге. |                                        |                 |                 |
| |                                        |                 |                 |
| 8 побед подряд | pārenchan – 八連荘                     | Предельная      | Только у дилера |
| Игрок должен выиграть восемь раз подряд. По некоторым правилам игрок должен быть дилером с первого раза. |                                        |                 |                 |